# Limnophora latitarsis
Limnophora latitarsis är en tvåvingeart som beskrevs av Shinonaga 2005. Limnophora latitarsis ingår i släktet Limnophora och familjen husflugor. Inga underarter finns listade i Catalogue of Life.